# تپه برآفتاب دراز
تپه برآفتاب دراز مربوط به دوره اشکانیان تا دوره ساسانیان - سدهٔ ۷–۶ ه.ق است و در شهرستان دورود، بخش مرکزی، دهستان ژان، ضلع شرقی روستای برآفتاب دراز واقع شده و این اثر در تاریخ ۲۸ شهریور ۱۳۸۶ با شمارهٔ ثبت ۱۹۵۶۶ به‌عنوان یکی از آثار ملی ایران به ثبت رسیده است.